# Монгольско-цзиньская война
Монгольско-цзиньская война (кит. упр. 蒙金战争, пиньинь Měng jīn zhàn zhēng, 1211—1234) — война между Монгольской империей и чжурчжэньским государством Цзинь, завершившаяся разгромом Цзиньской державы и установлением монгольского контроля над территорией современного северного Китая.

## Предыстория

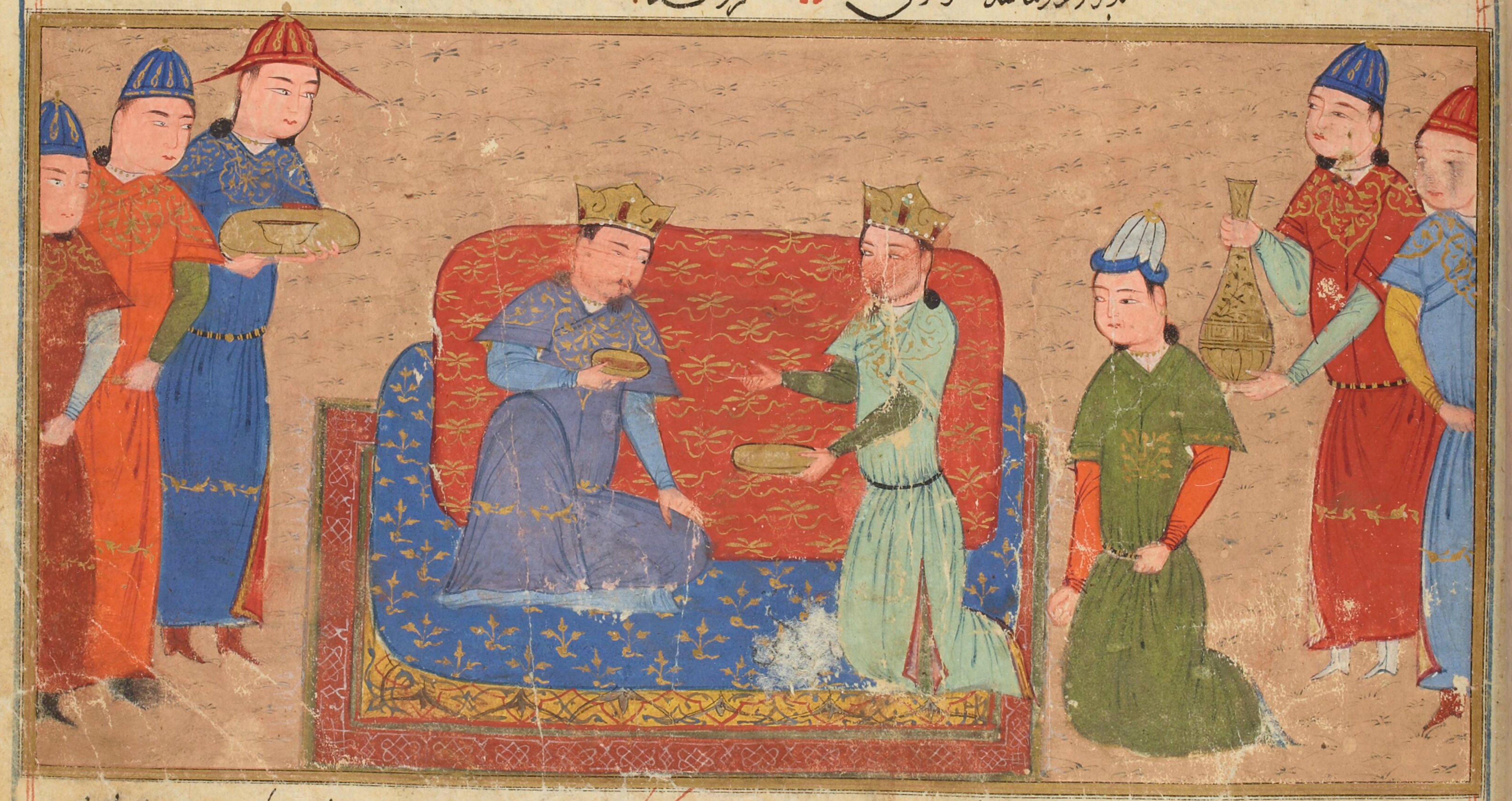
Чингисхан и Ван-хан

С середины XII века цзиньские императоры проводили в сопредельных монгольских степях политику «сокращения совершеннолетних». Раз в три года экспедиционный корпус империи Цзинь вторгался в пределы Восточной Монголии, истреблял местное мужское население или угонял его в рабство в Цзинь. В ответ кочевники столь же регулярно разоряли пограничные области империи чжурчжэней. Много хлопот империи причиняли своими набегами татары.
В 1196 году в поход против татар выступила армия под командованием Ваньянь Сяна. Татары были разбиты у реки Керулен, и бежали по реке Ульчжа. Их преследовал цзиньский корпус под командованием Ван Аньго, который предложил Тоорилу и Чингисхану выступить против татар. Кереиты Тоорила и монголы Чингисхана разгромили татар у озера Торей. За эту помощь Чингисхан получил от цзиньских властей чин чаутхури, а Тоорил — титул ван. Получение чина от чжурчжэней способствовало укреплению положения Чингисхана.
В 1198 году армии Цзинь под командованием выдающего чжурчжэньского полководца Ваньяна Цзунхао совершили новый поход в Восточную Монголию против хунгиратов и других монгольских племён. Были подчинены ряд племен к западу от Хингана. Однако в результате внутренних неурядиц внешнеполитическая активность чжурчжэньского государства стала ослабевать. Это создало Чингисхану благоприятные условия для закрепления в Восточной Монголии. В 1202 году Чингисхан разгромил татар, «сделав их кормом для своего меча», а в 1203 году разбил своих прежних союзников — кереитов. В 1204 году Чингисхан разгромил найманов в Западной Монголии и меркитов на Алтае. В 1206 году Чингисхан был провозглашен всемонгольским ханом.
В 1206—1209 годах Чингис-Хан провёл ряд кампаний против государства Си Ся, находившегося западнее Цзинь. Чжурчжэни оказали помощь Си Ся — цзиньский император приказал выкупить всех рабов-тангутов в империи и отправить их на родину, чтобы укрепить армию Си Ся. После ряда поражений тангуты попросили военной помощи у чжурчжэней, но те отказали, посчитав, что и так много помогли Си Ся. По тангутско-монгольскому договору 1210 года тангутский государь признал свою зависимость от монголов, пообещав «быть правой рукой Чингис-хана» (то есть участвовать в его войнах и походах). Тангутская принцесса Чахэ была отдана в жёны Чингисхану.
В 1207 году старший сын Чингисхана — Джучи — был отправлен с экспедиционным корпусом на северо-западные границы Монголии для покорения «лесных народов». В результате походов Джучи под власть Чингисхана попал ряд народов Южной Сибири.
В 1208 году умер император Цзинь, новым государем был провозглашён Ваньян Юнцзи. Он был поставлен на трон в обход правил наследования, что создало конфликтную ситуацию в руководстве империи. Чингис-хан, всё ещё формально остававшийся вассалом цзиньцев, отказался кланяться при получении известия о восшествии на престол нового императора, сказав: «Я считаю императором в Срединной равнине того, кто отмечен Небом. Но ведь этот же является заурядным и робким, как такому кланяться!». Ряд учёных полагают, что слова Чингис-хана были неслучайны — до восшествия на престол Юнцзи ездил к монголам послом чжурчжэней и не произвёл на них хорошего впечатления.
Новый цзиньский император вначале хотел объявить монголам войну, однако не решился это сделать. То же самое хотел сделать и Чингис-хан, но пришёл к выводу о необходимости сначала лучше подготовить войска — как написано в «Юань-ши»: «Цзиньский посол, вернувшись, всё рассказал. Юнь-цзи рассвирепел, но пожелал выждать, когда государь опять явится с подношениями и тут-то придёт момент его погубить. Государь узнал об этом и потому порвал с Цзинь, увеличил строгости [дисциплины] в войсках, чтобы быть готовыми».
В 1211 году на сторону Чингисхана добровольно перешёл идикут уйгуров Барчук, так как уйгуры давно враждовали с тангутами и страдали от кара-киданей (с которыми воевал Чингисхан). В результате под контроль монголов без войны попал богатый и стратегически важный регион. В этом же году Чингисхану добровольно подчинились тюрки-карлуки, кочевавшие по рекам Или и Чу у озера Балхаш.
В 1204—1209 годах Цзинь воевала с Южной Сун. На борьбу с китайцами был отправлен Ваньян Цзунхао. Он нанёс ряд поражений южносунской армии, после чего Китай пошёл на мир. Несмотря на победу в этой войне, наиболее боеспособные войска чжурчжэней находились на южном направлении, что облегчило монголам военные действия на северных территориях Цзинь.
По мнению ряда специалистов, чжурчжэни были вынуждены оставить свои лучшие войска на юге, так как они прикрывали пути к экономически важным районам империи от Китая. К тому же в 1204 году Южная Сун напала на Цзинь без объявления войны, поэтому чжурчжэни были вынуждены считаться с возможным вторжением южного соседа.

## Силы сторон

### Монгольская армия
По состоянию на 1206 год «Сокровенное сказание монголов» фиксирует в составе государства Чингисхана 95 «тысяч» (то есть военно-административных единиц кочевых народов, каждая из которых может выставить как минимум тысячу воинов). После покорения «лесных народов», которые могли выставить до нескольких десятков тысяч воинов, к началу внешней экспансии непосредственно монголы (включая монголизированных тюрок), которые были консолидированы Чингисханом, могли выставить не менее 130 тысяч воинов в регулярной армии, 10 тысяч человек в гвардии-кэшике, и имели примерно столько же человек резерва в виде старших сыновей в каждой семье-кибитке. Помимо них, на стороне Чингис-хана воевали союзники: карлуки, особый тумен онгутов (монгольской народности), отдельный корпус уйгуров и другие. Общая численность воинов союзников неизвестна.
По подсчетам монгольского историка Чулууны Далая, в тот период времени на территории Монголии проживало 2 миллиона человек. Поскольку семья из 5 человек могла выставить одного воина, то он сделал вывод, что вся степь могла выставить до 400 тысяч воинов. Необходимо учесть, что воином считался всадник с полным вооружением. Прислуга, оруженосцы и другие воинами не считались, но в случае необходимости участвовали в сражениях с оружием в руках.
В ходе войны с империей Цзинь, армия Чингисхана должна была численно увеличиться, так как к ней присоединялись кидани, китайцы, собственно цзиньские военачальники. Но точной информации о численности этих войск нет.

### Цзиньская армия
Армия государства Цзинь была многонациональной: она состояла из киданей и китайцев, а также из частей, составленных из покорённых народов. Так как использовались принудительные меры набора в армию, то воинские формирования зачастую были неустойчивыми; представители покорённых народов не испытывали желания сражаться за империю и легко сдавались в плен.
Сохранились документы по составу армии Цзинь на 1161 год:
1. Чжурчжэньские войска, в том числе:
Регулярные части — 25 200 человек
Резервная, или «народная», армия — 40 000 человек.
2. Резервные киданьские, китайские и бохайские части — 700 000 человек
3. Мобилизационный резерв — 300—400 тысяч человек

На 1211 год подобных данных не сохранилось, но, согласно данным «Цзинь ши», в 1216 году в цзиньской армии «между всеми военачальниками распределено не менее миллиона солдат». Известно также, что в конце XII века численность регулярных частей выросла — в них имелось около 173 тысяч человек, из которых 116 200 были распределены в гарнизонах.
На границах цзиньцы держали как военные поселения из отслуживших солдат регулярных частей, так и пограничные отряды, сформированные из нечжурчжэньских народов. Все войска получали хорошее снабжение, состоявшее из денег, риса, ваты, земли и т. д. Исключение составляли только войска племен си, которым снабжение не полагалось, но и как таковой регулярной службы они не несли.
Регулярные и резервные войска имели свою специфику. У каждого воина был оруженосец — «алиши». Он не считался воином, но принимал участие в сражениях. Довольствие на него не полагалось, все заботы и снабжения для алиши возлагались на воина.
Цзиньская армия подразделялась на пехоту и конницу. Пехотные соединения имели много частей, набранных из китайцев, бохайцев и корейцев, а конница была в основном чжурчжэньской и киданьской, составляла костяк регулярной армии. К тому же чжурчжэньская армия располагала артиллерией. По своим боевым качествам и количеству воинов цзиньская армия была сильнейшей не только в регионе, но и в мире.

## Разгром 1211 года

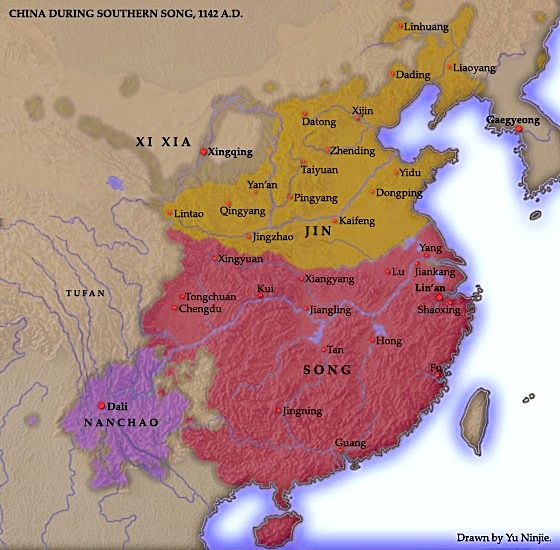
Государства Восточной Азии перед началом Монгольско-цзиньской войны

Монгольский поход на Цзинь начался в марте 1211 года. Чингисхан лично возглавил нашествие почти стотысячной армии монголов. Перед выступлением в поход, в феврале 1211 года, он сделал сбор сил на реке Керулен, где к нему присоединились недавно приобретённые союзники — карлуки и уйгуры. С Керулена они выступили к озеру Далай-Нур. От Далай-нура основная часть войска под командованием Чингисхана пошла на юго-запад, к границам современной провинции Шаньси, в общем направлении на Западную столицу Цзинь, проводниками были онгуты (чей вождь — Алахуш-дигитхури — порвал с вассалитетом Цзинь и перешёл на сторону Чингисхана). Остальная часть войска под командованием Джэбэ отправилась на юго-восток — к Восточной столице Цзинь.

### Первое сражение с цзиньцами
Сначала Чингисхан занял город Фучжоу, находившийся на северном пограничье Цзинь. В его окрестностях, у хребта Ехулин, произошло первое крупное полевое сражение армии Чингисхана с пограничными частями цзиньского полководца Дин Се, выдвинувшимися навстречу монголам. Цзиньцы были разбиты, а пограничные округа вдоль Великой стены — Дашуйло и Фэнли, оставшиеся без защиты, были захвачены монголами. Заняв их, монголы смогли как воспользоваться находящимися там пастбищами, так и подождать возвращения корпуса Джэбэ (тем более, что крепость Ушапу всё ещё продолжала сопротивление).
Главной причиной поражений Цзинь на начальном этапе войны стало некомпетентность цзиньского императора, недооценившего угрозы и нежелавшего обращать внимание на монголов.

### Восточный рейд Джэбэ
Монголы под предводительством Джэбэ внезапно появились у Восточной столицы, но были отбиты гвардией. Поэтому монголы, разорив окрестности, быстро отошли на какое-то расстояние назад, после чего чжурчжэни решили, что нападение закончилось. Но на самом деле Джэбэ, оставив обозы и отобрав самых резвых скакунов, внезапно вернулся к городу, захватил его, разграбил, и вернулся к Чингисхану, находившемуся под Фучжоу. Рейд Джэбэ оттянул на себя значительные силы противника и смешал все карты цзиньцев. Падение Восточной столицы подтолкнуло проживавших в тех местах киданей к отложению от чжурчжэней — уже в 1211 году киданин Елюй Люгэ, бывший военным губернатором Лунъани, взбунтовался против чжурчжэней, а в начале 1212 года отправил послов к монголам для заключения союза против Цзинь.

### Прорыв сквозь Великую стену
В августе 1211 года Чингисхан отправил вернувшийся из рейда корпус Джэбэ к крепости Ушапу и укреплённому лагерю Уюэин. Взяв их, Джэбэ, воспользовавшись победой, овладел важным стратегическим пунктом — заставой Байдэнчэн, через которую можно было пройти внутрь Великой китайской стены. В эту брешь немедленно прошла монгольская армия, которая, разделившись на несколько отдельных корпусов, начала движение по разным направлениям.
Взявший Байдэнчэн корпус Джэбэ окружил и атаковал Западную столицу. Цзиньский военный комендант Ваньянь Чэнъю (другое имя — Хушаху) бросил город и бежал, а монгольские войска, взяв город, бросились в погоню за Ваньянь Хушаху к городу Сюаньдэфу и взяли его.
Выделенные из основной группировки рейдовые отряды под командованием сыновей Чингисхана — Джучи, Угэдэя и Чагатая — отправились от Байдэнчэн на юго-запад и занялись разорением цзиньских округов вдоль Великой китайской стены: были захвачены и разорены округа Юньнэй, Дуншэн, Ушо и другие.
Сложная обстановка на севере заставила Цзинь начать переброску войск с юга. В это время неожиданно умирает цзиньский генерал Ваньян Цзунхао, находившийся на юге империи. До сих пор точно неизвестно, что случилось. Но ряд исследователей полагают, что чжурчжэньский полководец был отравлен, так как для придворных при новом императорском дворе он был слишком известен и опасен. И действительно, за время службы Ваньян Цзунхао одинаково хорошо проявил себя как и в сражениях с многочисленными китайскими войсками, так и с мобильными отрядами кочевников.

### Разгром главной цзиньской армии
От Сюаньдэфу монголы двинулись к городу Дэсинфу и захватили его. К заставе Цзюйюнгуань, прикрывавшей Срединную столицу с запада, был послан передовой отряд под командованием Джэбэ, но наткнулся на сильное сопротивление и отошёл, выманивая за собой войска в Сюаньдэфускую долину, где произошло второе полевое сражение с чжурчжэньской армией. По монгольским преданиям, сражение было крайне успешным и явилось настоящим побоищем. Данное сражение стало самым важным и переломным моментом всей кампании: огромное войско чжурчжэней, собранное для отражения монголов, было разбито, и северные земли Цзинь оказались практически беззащитными.
Разбив главное войско цзиньцев, монголы смогли захватить без боя заставу Цзюйюнгуань и приблизиться к Срединной столице. Осадив столицу, Чингисхан отправил особые отряды для грабежа и осады других городов. Закончив с грабежом, в ноябре-декабре 1211 года монголы ушли обратно на север, по дороге уведя коней из цзиньских государственных табунов, и остались на зимнюю кочёвку в пограничных с Цзинь округах.

### Начало развала государства Цзинь
Разгромное поражение развеяло страхи перед военными силами чжурчжэней у многих подвластных им народов. К Чингисхану начали переходить со своими войсками командиры цзиньских приграничных частей — китайцы и кидани по национальности. Елюй Люгэ провозгласил создание на северо-востоке независимого от Цзинь киданьского государства Ляо, и стал действовать в союзе с войсками темника Алчи-нойона.

## Кампания 1212 года
Весной 1212 года Чингисхан сам повёл монгольскую армию в новый поход на Западную столицу Цзинь, одновременно были посланы отряды для рейдов в другие районы Цзинь. После нового разорения Фучжоу монголы вышли внутрь Великой китайской стены и опять взяли Сюаньдэфу. Потом, дойдя до Дэсинфу (который взять не смогли), монгольская армия разделилась на две группы: войска под командованием Толуя и Чигу-гургэна остались разорять область вокруг Дэсинфу, а войска под командованием Чингисхана пошли к Западной столице, и в августе 1212 года осадили её. Там им было оказано сильное сопротивление: сначала монголы разгромили посланное на помощь осаждённым цзиньское войско под командованием Аотунь-сяна, но потом, при повторном штурме Западной столицы, в Чингисхана попала шальная стрела, поэтому осаду сняли. Уходом монголов и возвращением чжурчжэней в разорённые крепости и города кампания 1212 года завершилась.
В кампании 1212 года чжурчжэни оценили опасность и организовали прочную оборону своих городов. В ходе дискуссии при императорском дворе было решено избегать открытых сражений, и стараться задерживать противника системой крепостей. Чжурчжэни располагали лучшей в мире артиллерией, которая была наиболее эффективна именно при обороне. Они сумели отбить все нападения на крупные города, но при этом бросили на произвол монголов остальные территории. Инициатива осталась в руках монголов, и они последовательно уничтожали материальную базу чжурчжэней в разоряемых землях.

## Кампания 1213—1214 годов
Учтя преимущества, которые давала чжурчжэням в 1212 году пассивная тактика, монголы провели новую кампанию, устроив для государства Цзинь сразу несколько фронтов, при этом сосредоточив собственные главные силы на самых выгодных направлениях. В итоге чжурчжэни нигде не имели успеха, а монголы, разбив выступившие против них регулярные силы цзиньцев, отправили множество облавных отрядов по всем направлениям, и те безнаказанно грабили и разоряли новые территории, проникнув уже почти во все земли Цзинь севернее Хуанхэ. Деморализованное население Северного Китая уже не хотело сражаться: за данную кампанию монголы взяли свыше 90 городов, большинство из которых сдавалось сразу или после символического сопротивления.

### Бои на второстепенных направлениях
Весной 1213 года киданин Елюй Люгэ взошёл на престол в качестве вана государства Ляо, и объявил о начале новой эры правления. Для подавления сепаратистского выступления Цзинь отправило на северо-восток армию под командованием Ваньянь Хуша, но его наступление было отбито киданьскими войсками и отрядами Алчи-нойона. После этого Алчи-нойон был отозван к Чингис-хану, а часть монголов под командованием Кэтэгэ осталась «помогать Люгэ расставлять войска в его землях».
Летом 1213 года западные границы Цзинь атаковали тангуты из государства Си Ся. В Ганьсу они взяли города Цинъян и Баоань, а в ноябре напали на Хуйчжоу, но были отбиты цзиньским полководцем Тукэ Таньчо, после чего повернули на юг и атаковали Чжаньцзин. Действия тангутов и киданей отвлекли часть чжурчжэньских сил и подготовили главный удар, наносимый монголами.

### Прорыв в столичную область
В августе 1213 года основная группировка монголов под предводительством самого Чингисхана прошла в столичную область Цзинь по уже проторённому пути: через Сюаньдэфу (который захватили) и в очередной раз взятый и разорённый Дэсинфу. Затем они подошли к городу Хуайлай, возле которого произошло сражение с цзиньскими войсками, которыми командовали Чжуху Гаоци и губернатор провинции Ваньянь Цзин. Монголы наголову разбили чжурчжэней и гнали их до крепости Губэйкоу.
Подойдя к крепости Цзюйюйгуань, монголы не стали её штурмовать, так как после предыдущих кампаний цзиньцы «срывали горы, строили укрепления и употребляли все усилия для обороны». Чингисхан выделил обсервационный корпус под командованием Кэтэя и Бочэ, а сам с остальным войском отправился в Чжолу. Через ущелье Цзыцзинкоу он вошёл в столичную область, где у запирающей ущелье заставы Цзыцзингуань разбил на марше цзиньские войска полководца Аотуаня, не успевшего занять укрепления заставы. В результате монголы вышли в тыл Цзюйюйгуани, и взяли крепость ударом с неожиданного направления. Высвободившийся отряд Кэтэя и Бочэ в составе 5 тысяч всадников был направлен для блокирования Чжунду.

### Дворцовый переворот в Цзинь
Пока цзиньская армия погибала под Хуайлаем и отчаянно обороняла Цзюйюйгуань, в столице плелись свои интриги. Полководец Хушаху убил цзиньского императора, и трон занял Фэн-ван Ваньянь Сюнь.

### Монголы грабят Цзинь
В сентябре 1213 года Чингисхан разделил свою армию на три корпуса: туменами западного корпуса командовали сыновья Чингисхана Джучи, Чагатай и Угэдэй, восточного — брат Джочи-Хасар, а также Алчи-нойон, Чжурчэдай и Бочэ, центром командовал сам Чингисхан и бывший при нём Толуй. Эти корпуса занялись разграблением всех цзиньских земель севернее Хуанхэ (в то время она текла по другому руслу, и впадала в море южнее провинции Шаньдун). Рейды этих корпусов продолжались вплоть до апреля 1214 года, монголами было взято около 100 городов. По сведениям «Юань ши» во всём Хэбэе только 11 крупных городов избежали захвата монголами, а «солдаты так нагрузились шелками и вещами, что даже вьюки перевязывали шёлковыми кипами». За это время к монголам перешли со своими войсками очередные цзиньские перебежчики — китаец по национальности Ши Тяньэр и киданин Сяо Боди, которых назначили темниками в корпусе Мухали.

### Перемирие
Цзиньское правительство хорошо знало о плачевном состоянии империи после трёх лет непрерывных нашествий, и поэтому решило просить мира у монголов во что бы то ни стало. Хотя монгольские полководцы и уговаривали Чингисхана воспользоваться моментом и взять Чжунду, он всё же предпочёл заключить перемирие на условиях получения в жёны цзиньской принцессы, и огромной дани в виде золота, шёлка, 500 юношей и девушек, и 3 тысяч коней. Во время выезда из северных пригородов Чжунду в сторону монгольских степей Чингисхана сопровождал цзиньский канцлер Ваньянь Фусин, доехавший со своей свитой вплоть до Цзюйюйгуани. Унижение Цзинь было столь велико, что Южная Сун осмелела и перешла к набегам на пограничные земли.

## Мятежи в Цзинь
Вскоре после подписания перемирия взбунтовались цзиньские вспомогательные войска, составленные в основном из киданей, которыми командовали Чжода, Бишэр и Чжалар. Поводом для мятежа послужило то, что во время процедуры переноса новым цзиньским императором столицы из Чжунду в Бянь у этих войск решили отобрать латы и лошадей. Попытка войск канцлера Ваньянь Фусина подавить восстание кончилась разгромом чжурчжэней. Монголы решили воспользоваться моментом, и Чингисхан, формально не нарушая перемирия, «всего лишь» отправил к мятежникам Шимо Минганя (киданя, перешедшего на сторону монголов) со «вспомогательным» отрядом монголов Самухи. В августе 1214 года киданьский корпус Чжода и Шимо Минганя вместе с монгольским отрядом и вспомогательными частями из китайцев окружил Чжунду, начав блокаду на измор вместо штурма сильно укреплённой столицы.
В 1214 году союзники монголов — тангуты государства Си Ся — от набегов перешли к крупномасштабной войне против Цзинь. Это позволило Чингисхану дать своим войскам отдохнуть; лишь в ноябре 1214 года он отправил один корпус Мухали в Ляодун, в результате чего от Цзинь отпала очередная территория: Чжанцин в Цзиньчжоу объявил себя Линьхай-ваном и отправил посла, чтобы перейти на сторону монголов. В это же время Елюй Люгэ занял Восточную столицу, Сяньпин и другие города.
Всю зиму 1214—1215 годов на сторону монголов переходили вместе с вверенными им войсками и территориями всё новые цзиньские военачальники и губернаторы, а в марте 1215 года Мухали взял Северную столицу Цзинь. Образовавшиеся на территории Ляоси и Ляодуна марионеточные государства бывших цзиньских военачальников, помимо сражений с карательными экспедициями цзиньцев, устроили бесконечную феодальную войну друг с другом; временами они даже выступали против монголов, если те поддерживали их соперника или приказывали выступить с ними в дальний поход. В итоге вся северо-восточная часть Цзинь вышла из-под контроля чжурчжэней.
В апреле 1215 года пала Срединная столица Цзинь — Чжунду: канцлер Ваньянь Фусин покончил с собой, его заместитель Цинь Чжун сбежал, а город сдался войскам Шимо Минганя и Тай Бао. Начался повальный грабёж города, который, по приказу Чингисхана, был упорядочен: посланные им верховный судья улуса Шиги-Хутуху и Архай-Хасар сделали опись казнохранилищ цзиньской столицы и привезли хану огромное количество ценностей.
Сам Чингисхан весь 1215 год провёл в Средней Монголии, пока его союзники и вассалы перемалывали силы чжурчжэней. Согласно данным «Юань ши», на сторону монголов за этот год перешло 862 цзиньских города. Тангуты предприняли в 1215 году широкое наступление на западе Шэньси и разорили цзиньские земли в округах Хуаньчжоу, Баоань и некоторых других.
В стране бушевали восстания китайского населения. Армии «красных курток», «Черного знамени», «красных повязок», «8 иероглифов» и другие действовали везде. Некоторые из этих армий насчитывали до ста тысяч человек. В одном из сражений с повстанцами чжурчжэни потеряли 30 тысяч солдат только убитыми.
В 1215 году против империи восстал чжурчжэньский военачальник Пусянь Ваньну, в распоряжении которого было 300 тысяч воинов. Его мятеж сыграл важную роль в войне чжурчжэней с монголами. Пусянь Ваньну создал своё государство — Да Чжэнь (Великое Чжэнь), в дальнейшем переименованное в Дун Ся (Восточное Ся). Со временем Пусянь Ваньну перешел на сторону монголов и воевал против империи Цзинь.
Тяжёлое положение Цзинь позволило монголам предложить мир на крайне унизительных условиях: императору Цзинь было предложено отказаться от императорского титула, стать Хэнаньским ваном (вассалом монголов) и отдать все земли севернее Хуанхэ. Цзиньский император отказался, и война продолжилась.

## Переход монголов от тактики набегов к захвату территории Цзинь
Весь 1216 год Чингисхан опять провёл в Монголии. В это время он уже начал интересоваться делами Средней Азии и задумываться о походе на запад, поэтому монголам требовалось экономно расходовать свои ограниченные силы на территории Цзинь. В этих условиях практика набегов на города цзиньцев, когда те потом оставлялись, а чжурчжэни их снова занимали и укрепляли, становилась слишком расточительной, нужно было переходить к политике постоянных гарнизонов в этих городах. Кроме того, опора на местных феодалов, переходивших на сторону монголов, требовала таких форм государственного строительства, которые были бы приемлемы для этих феодалов. Поэтому было принято решение воевать с Цзинь, используя местные (в основном китайские) людские ресурсы с добавлением относительно небольшого числа чисто монгольских туменов.
В 1216 году монголы провели несколько глубоких рейдов в земли Цзинь, которые они ещё не трогали, а войска из киданей, китайцев и цзиньских перебежчиков укрепляли власть монголов в ранее разорённых землях севера и северо-востока. В августе 1216 года Мухали и его союзники уничтожили созданное Чжанчжи в Ляоси государство Дачжань, а Пусянь Ваньну признал сюзеренитет Чингисхана над своим княжеством в Ляодуне. Осенью корпус Самухи совершил дальний рейд через земли Си Ся к Гуаньчжуну, и вместе с союзными войсками тангутов захватил стратегическую заставу Тунгуань, прикрывавшую стык трёх провинций — Шэньси, Шаньси и Хэнань. Разорив Жучжоу, монголы Самухи подошли к последней столице чжурчжэней — городу Бяньлян, который не смогли взять из-за нехватки сил. В результате этого разведывательного рейда монголы получили знания о местностях юга Цзинь, поняли как можно взять Тунгуань, и разузнали систему обороны Бяньляна.
После ухода корпуса Самухи Чингисхан отправил на юг Цзинь ещё один корпус, которым командовал Толун-чэрби. В этом корпусе были монгольские, киданьские и китайские войска, он взял Чжэньдин и Дамин, но, дойдя до Дунпина, взять его не смог и, ограничившись грабежом окрестностей, вернулся.

## Кампании Мухали
В 1217 году занятый делами центрального улуса Чингисхан принял решение доверить всю полноту власти в Китае Мухали, которого назначил там своим полноправным наместником-гованом (кит. 国王, «князь страны»). Приказом Чингисхана было проведено разграничение ответственности: операции к северу от хребта Тайханшань оставались за самим ханом, а к югу — были в компетенции Мухали. Мухали было выделено 23 тысячи регулярного монгольского войска, а также чжурчжэньский и киданьский корпуса, общей численностью в несколько десятков тысяч человек.
Летом 1217 года отряд Чагана был отправлен в рейд к Бачжоу, который откупился от монголов. В сентябре выступил в поход сам Мухали с основными силами. Им были захвачены Суйчэн и Личжоу, а к началу зимы он взял Тайминфу и повернул на восток, овладев значительной частью территории провинции Шаньдун. Цзиньцы были заняты крупными сражениями с Южной Сун на юге страны, и оставили действия против монголов на усмотрение местных властей. Многие местные начальники предпочитали устанавливать с монголами сепаратный мир, что облегчало последним закрепление на занятых землях. Монголы всё больше привлекали в состав своих сил местных жителей, и формировали из них целые армии.
Осенью 1218 года Мухали выступил из Западной столицы в Хэдун, захватил Тайюань, Пинлян и Синьчжоу. Тем временем на северо-востоке, в Ляоси, произошло столкновение Елюй Люгэ с корейцами, владевшими городом Цзядун, в которое вмешались монголы, вынудившие Елюй Люгэ отступить; в результате корейский ван признал номинальную власть Чингисхана и стал давать ежегодную дань местными изделиями.
Осенью 1219 года Мухали вновь выступил в поход, и ему без особого сопротивления сдавались новые цзиньские города. Упорное сопротивление оказал лишь город Цзянчжоу, который был взят штурмом, после чего озверевшие монголы вырезали город. В связи с тем, что в это время Чингисхан начал войну с Хорезмом, Мухали не мог ожидать подкреплений, и поэтому ему было на руку то, что Цзинь в Ганьсу воевала с тангутами, а в провинциях Аньхой, Хэнань и Шэньси с переменным успехом вела тяжёлые бои с южносунскими войсками.
В 1220—1224 годах монголы каждую осень выступали в поход на земли, ещё не признавшие их власть, разбивали отдельные части чжурчжэньских войск, пытавшихся сопротивляться, и принимали капитуляцию от переходящих на их сторону местных феодалов. Боевые действия велись на территории современных провинций Шаньдун, Шаньси и на севере Шэньси. С 1221 года базой для проникновения на западные и юго-западные территории Цзинь стал район Яньаня. Власть на землях, подчинившихся монголам, обычно оставалась в руках китайских, киданьских, и даже чжурчжэньских военачальников, до этого воевавших на стороне Цзинь. Попытки цзиньцев заключить мир отвергались. Активные действия монголов немного притормозились после смерти Мухали в 1223 году, но их вассалы продолжали укреплять свою власть на пожалованных им монголами землях.
К тому же усилилось сопротивление чжурчжэней. В 1223 году умер цзиньский император Сюай-цзун (Удабу) и на престоле оказался молодой Ай-цзун (Нинъясу). Он сразу же перешёл к активным военным действиям против южносунских войск. Сунцы потерпели ряд поражений и пошли на мир с чжурчжэнями. В 1224 году мир был заключён.

## Бунты монгольских вассалов
Цзиньский полководец У Сянь перешёл на сторону монголов в 1220 году, и стал помощником китайца Ши Тянь-ни, давно перешедшего к монголам и дослужившегося до назначения главнокомандующим всеми войсками Хэбэя. В 1225 году У Сянь взбунтовал город Чжэньдин против монголов и убил Ши Тянь-ни. Воспользовавшись моментом Ли Цюань, бывший делопроизводителем при Дун Цзюне, взбунтовал Чжуншань. Вскоре восстаниями была охвачена почти вся провинция Хэбэй, и монголам пришлось больше думать о её усмирении, чем о продолжении войны с Цзинь. В течение всего 1226 года монголы воевали с Ли Цюанем и другими восставшими, и только в 1227 году Хэбэй был окончательно усмирён.
Смерть Чингисхана в 1227 году на время отложила окончательное решение чжурчжэньского вопроса, и Цзинь получила передышку. Согласно преданию, записанному в «Юань ши», на смертном одре Чингисхан сказал:
Отборные войска Цзинь в горном проходе Тунгуань с юга поддержаны горами Ляншань, с севера защищены Великой рекой, поэтому трудно разбить их. Если сократить путь через Сун, то Сун, вечный кровник Цзинь, обязательно сможет разрешить нам проход, и тогда мы пошлём войска к Тан и Дэн, прямиком протащим их к Далян. Цзинь будет в затруднении и обязательно заберёт войска из Тунгуань. И будь их всех хоть десятки тысяч, то спеша на помощь за тысячи ли люди и кони истощатся силами, и хотя бы и дойдут, то не смогут сражаться. Разобьём их обязательно!
Война с чжурчжэнями во исполнение завета отца была возобновлена Угэдэем в 1230 году.

## Уничтожение государства Цзинь Угэдэем
Осенью 1229 года к Угэдэю прибыло очередное цзиньское посольство с просьбой о мире, однако новый хан отверг это предложение, и отказался от траурных подношений, сказав послу Агудаю:
Твой хозяин долго не покорялся, вынуждал прежнего, старого, государя вступать в сражения — могу ли я забыть это, и для чего эти траурные подношения?
Осенью 1230 года Угэдэй лично повёл войска в карательный поход на юг. Ситуация благоприпятствовала началу войны. В 1225 году река Хуанхэ изменила русло, снесла много городов и создала большие экономические трудности, от которых империя Цзинь не смогла оправиться к 1230 году. К тому же изменение русла создало большие продовольственные проблемы, что привело к росту числа разбойников. Часть из них присоединилась к войску Угэдэя. Монголы наступали в двух направлениях: на Шаньси (эту группу вёл сам Угэдэй, с ним были Толуй и Мунке) и на Шэньси (этой группой командовал Субэдэй). Южная группа должна была проникнуть из Шэньси в Сычуань, а оттуда выйти к Бяньляну с юга, через земли Южной Сун, однако сунцы отказались пропустить их, и монголам пришлось с боями двигаться на Бяньлян вдоль сунской границы. Дело закончилось неудачей: взять горные заставы Тунгуань и Ланьгуань не удалось. К тому же Ваньян Ченхошан разбил монгольские войска при Вэйчжу и Даохойгу. Зато северной группе сопутствовал успех: там монголы заняли Тяньчэн, а затем переправились через Хуанхэ и атаковали Фэнсян; в декабре были взяты Тяньшэн и Ханьчэн.
В начале 1231 года пал осаждённый Фэнсян, а в феврале 1231 года монголы заняли Лоян, Хэчжун и ряд других городов. После этого Угэдэй, спасаясь от летней жары, вернулся на север, а войска остались под командованием Толуя, который принял также под своё начало корпус Субэдэя и направился в Баоцзи. Поскольку пройти к Бяньляну самой короткой дорогой, через заставу Тунгуань севернее хребта Циньлин никак не удавалось, было решено выйти на юг Хэнани через горные проходы южнее этого хребта. Так как монголам не удалось договориться о союзе с Южной Сун, то они встретили сопротивление сунских войск, когда вторглись в Янчжоу, где опустошили несколько городов. Пройдя через Синъюань, монголы переправились через реку Цзяилицзян и достигли Люэяна. К декабрю 1231 года армия Толуя, ведя бои с сунцами, достигла округа Шицюань, откуда намеревалась продвигаться к Бяньляну.
Цзиньцы решили дать бой монголам во время переправы последних через Ханьшуй. Для этого цзиньский император Ай-цзун направил навстречу монголам армию под командованием Ваньянь Хэда и Ила Пуа, которые решили разместиться в Дэнчжоу и, дождавшись переправы монголов, внезапно атаковать их. Однако монголы переправились раньше, поэтому цзиньцы отряда Ваньянь Хэда отошли к Шуньяну, а Ила Пуа принял решение сразиться у горы Юйшань, разместив перед ней пехоту, а за горой — конницу. Монголы, разведав ситуацию, смогли окружить цзиньцев и разбить их. Выйдя к горе Саньфэншань, монголы Толуя и Субэдэя окончательно уничтожили армию Ваньянь Хэда и Ила Пуа.
Поздней осенью 1231 года, после возвращения к войскам Угэдэя, боевые действия южнее Хуанхэ возобновила северная группировка монголов. Угэдэй, выступив из Хэчжуна, в начале 1232 года переправился через Хуанхэ у Хэцина. Двигаясь на юг, в конце февраля армия Угэдэя соединилась в окрестностях Саньфэншань с армией Толуя, после чего объединённая монгольская армия через Чжэнчжоу двинулась на Бяньцзин.
Осада Южной столицы Цзинь была поручена Субэдэю. Война стала затягиваться. На помощь к монголам пришли союзники, в том числе и китайцы. Сражение под городом непрерывно шло 16 суток. Сражение ещё известно тем, что обе стороны активно применяли артиллерию. Чжурчжэни использовали несколько миллионов пороховых зарядов разных типов. Согласно летописи, стороны потеряли по миллиону человек. Уставшие от сражения монголы заключили перемирие и стали отводить войска. Но чжурчжэньские солдаты убили монгольского посла, что привело к продолжению войны. Войска монголов и их союзников снова подошли к городу. В городе начались эпидемии, что сильно ослабило чжурчжэней. Но монголы осаждали город почти год, и только весной 1233 года Бяньцзин пал. Цзиньский император бежал в Гуйдэфу, откуда в июле перебрался в Цайчжоу, где и разместилась последняя столица Цзинь.
Весь 1233 год монголы подавляли сопротивление на территории империи Цзинь (в руках у чжурчжэней оставались десятки крепостей и городов, к тому же цзиньский правитель перебрался в город Цайчжоу, куда собрались последние верные императору войска). В августе 1233 года к Цайчжоу подошел монгольский корпус Тацира (основные силы монголов усмиряли Ляодун, после подавления сопротивления в котором весь северо-восточный Китай оказался под контролем монголов). Чжурчжэни дважды разбили противника. Тогда же монголы заключили соглашение с Южной Сун о разделе земель Цзинь: сунцы с юга выступали к Цайчжоу, а после его взятия им передавалась Хэнань.
В конце 1233 года сунцы (первоначальный контингент 20 тысяч солдат и обоз с 300 тысячами мешками риса) подошли к Цайчжоу и совместно с монголами приступили к его осаде. Оборону города возглавил чжурчжэньский генерал Хушаху. Он привлек к защите все население Цайчжоу, на стенах сражались даже женщины. Чжурчжэни упорно оборонялись, несмотря на то, что страдали от голода. В Цайчжоу процветал каннибализм. Монголы предложили противнику сложить оружие, но город не сдавался. Незадолго до последнего штурма цзиньский император отрёкся от престола в пользу Ваньянь Чэнлиня, своего племянника, однако после того, как монголы совместно с сунцами взяли Цайчжоу, Чэнлинь был убит, а отрёкшийся император повесился, и, по завещанию, тело его было сожжено.

## Начало конфликта монголов с Южной Сун
Понадеявшись на союзные договорённости с монголами, сунский император Ли-цзун решил получить плату за союз: он направил войска для занятия Гуаньчжуна помимо уже занятой Хэнани. Летом 1234 года войска Сун заняли Лоян. Узнавшие об этом монголы сначала уничтожили отряд сунцев, направлявшийся в Лоян, а потом вынудили другие южнокитайские части покинуть город. В это же время монголы открыли плотины на Хуанхэ, чтобы повысить уровень озера Цуньцюньдянь и затопить сунскую армию у Бяньляна — в этом потопе утонула почти вся южнокитайская армия. Так сунцы потеряли все свои приобретения от войны против Цзинь на стороне монголов, а монголы пришли к идее покорения Южной Сун.

## В культуре
Войну монголов с империей Цзинь описали Исай Калашников в романе «Жестокий век» (1978), Владимир Чивилихин в романе-эссе «Память».